# 17138 Burgosrosario
A 17138 Burgosrosario (ideiglenes jelöléssel (17138) 1999 JM84) a Naprendszer kisbolygóövében található aszteroida. A LINEAR projekt keretében fedezték fel 1999. május 12-én.